# نیل مارشال
نیل مارشال (به انگلیسی: Neil Marshall) کارگردان فیلم، تدوینگر و فیلم‌نامه‌نویس اهل انگلستان می‌باشد.

## زندگی‌نامه
نیل مارشال متولد سال ۱۹۷۰ است. سربازان سگ اولین فیلم بلند سینمایی او محسوب می‌شود که هر چند از نظر تجاری موفق نبود ولی بدل به یک فیلم کالت شد و توانایی‌های فیملساز را در عرصه سینمای وحشت به اثبات رساند، با ذکر این نکته که در فیلم از جلوه‌های ویژه رایانه‌ای استفاده‌ای نشده‌است. دومین فیلم مارشال با نام «هبوط» سال ۲۰۰۵ میلادی ساخته شد که داستان گروهی زن را روایت می‌کند که در غاری گرفتار موجوداتی تخیلی و عجیب الخلقه می‌شوند. مارشال در سال ۲۰۰۵ بخاطر فیلم «هبوط» برنده جایزه فیلم مستقل بریتانیا در بخش بهترین کارگردانی شد

## فیلمشناسی
1. سربازان سگ (۲۰۰۲)
2. نزول (۲۰۰۵)
3. روز رستاخیز (۲۰۰۸)
4. سنچوریون (فیلم) (۲۰۱۰)
5. بازی تاج و تخت (۲۰۱۲، ۲۰۱۴) ۲ اپیزود
6. بادبان‌های سیاه (۲۰۱۴) ۲ اپیزود
7. کنستانتین (مجموعه تلویزیونی) (۲۰۱۴) ۲ اپیزود
8. پسر جهنمی (فیلم ۲۰۱۹)